# Enrico di Guisa
Enrico di Guisa (Joinville, 31 dicembre 1550 – Castello di Blois, 23 dicembre 1588) è stato un condottiero francese.
Fu principe di Joinville, poi terzo duca di Guisa nel 1563, conte d'Eu e pari di Francia, gran maestro di Francia.
Era il figlio primogenito di Francesco I di Guisa, secondo duca di Guisa, assassinato nel 1563 da un gentiluomo protestante, e di Anna d'Este.

## Biografia

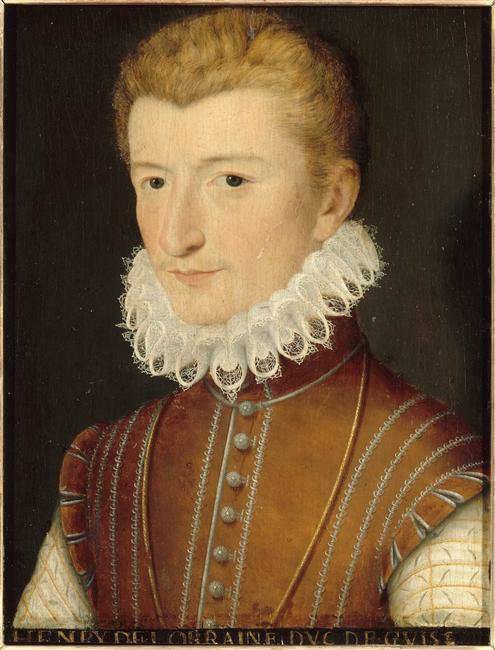
Ritratto del giovane duca (circa 1568)

Enrico fu posto sotto la tutela dello zio Carlo di Guisa, cardinale di Lorena che s'incaricò della sua istruzione. Interessato al suo apprendistato militare, il cardinale lo spinse a viaggiare in Europa per acquisire esperienza. Sin dall'infanzia, per l'uccisione del padre alle mura d'Orléans, coltivò un odio implacabile per i protestanti.
Al suo ritorno in Francia, il duca di Guisa, ormai adulto, si preparò a diventare il capo della casa di Guisa che rappresentava l'opposizione ultra-cattolica di fronte al partito protestante. Partecipò attivamente alla seconda e terza guerra di religione, al fianco di Enrico duca d'Angiò (futuro re Enrico III). Si distinse nelle battaglie di Jarnac il 13 marzo 1569 e di Moncontour il 3 ottobre 1569 ed acquisì notorietà senza tuttavia superare quella del duca d'Angiò.
Già molto ambizioso a vent'anni, Enrico di Guisa sperava di sposare la principessa Margherita di Valois ma questo matrimonio non si fece per l'opposizione della regina madre, Caterina de' Medici, cosìcchè Enrico sposò il 4 ottobre 1570 Caterina di Clèves, contessa d'Eu e principessa di Château-Renault, figlia di Francesco I, duca di Nevers, dalla quale ebbe quattordici figli.
Alcuni sospettano che il duca di Guisa fosse stato il mandante dell'assassinio dell'ammiraglio Gaspare di Coligny, capo del partito protestante. Se il duca ha svolto un ruolo in quest'assassinio, lo ha fatto all'ombra dei suoi zii, il duca d'Aumale e il cardinale di Lorena, veri responsabili della casa di Guisa.
Durante la Notte di San Bartolomeo, il 24 agosto 1572, Enrico era alla testa dei gruppi armati che dovevano assassinare i principali capi protestanti e vide infatti morire, gettato da una finestra, l'ammiraglio Coligny, quello che considerava l'assassino di suo padre. Quindi Enrico di Guisa inseguì i protestanti piazzati sulla riva sud dopo essere fuggiti da Parigi da una porta non sorvegliata. Il duca di Guisa non era dunque a Parigi quando cominciò il massacro di San Bartolomeo ma vi ritornò solo il giorno successivo, dopo un inutile tentativo di catturare Montgomery.
In seguito il duca di Guisa continuò ad essere il pilastro del cattolicesimo intransigente. A seguito di una ferita al viso ricevuta in occasione della battaglia di Dormans il 10 ottobre 1575, fu soprannominato le Balafrè, ("lo Sfregiato", come suo padre prima di lui). Dopo la pace di Beaulieu, sostenne la Lega cattolica, di cui diventò il capo, e si oppose ai protestanti. A questo titolo firmò il trattato di Joinville con il re Filippo II di Spagna nel 1582, in virtù del quale quest'ultimo portava il suo sostegno finanziario alla Lega.

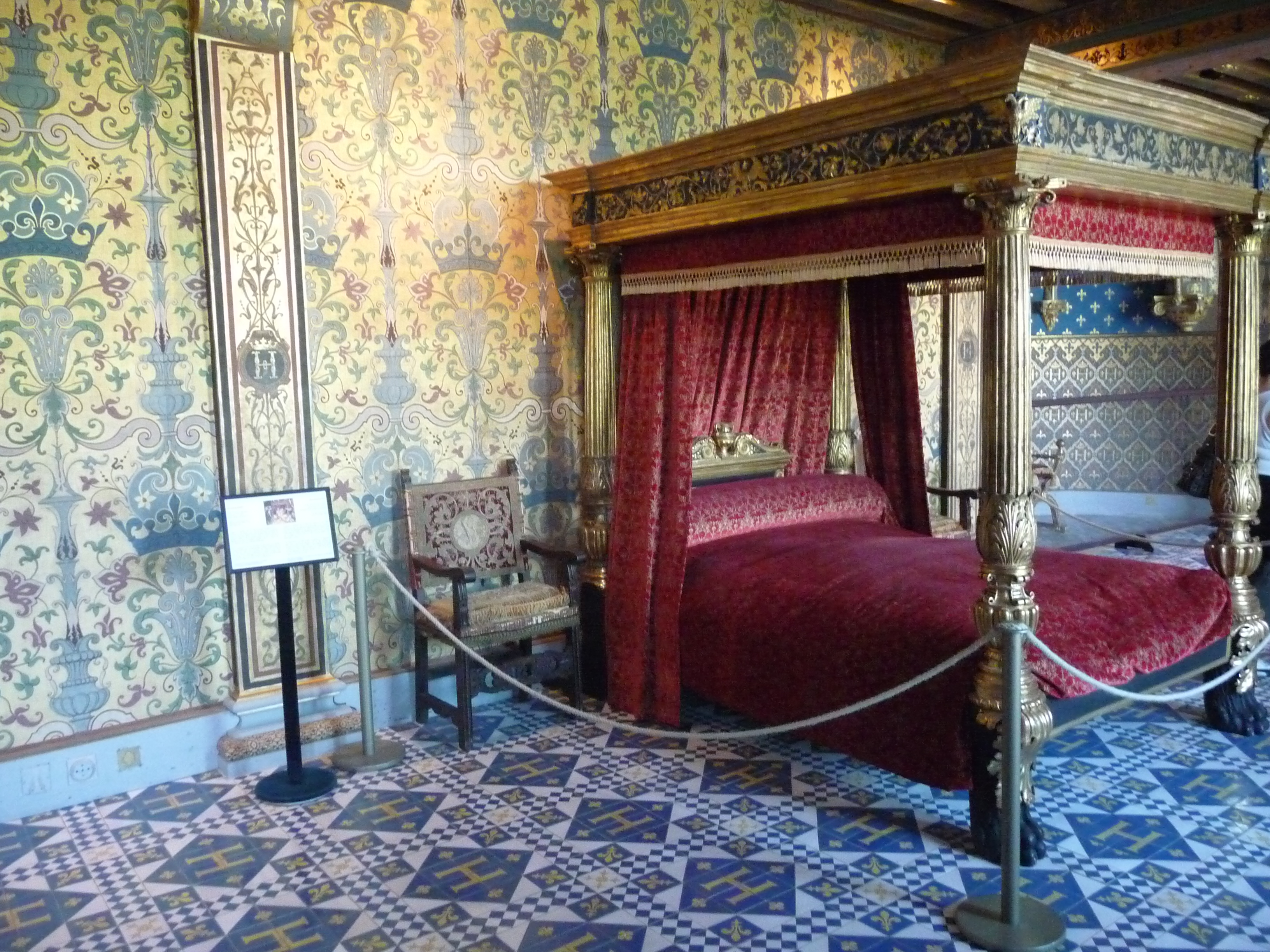
La camera da letto di Enrico III presso il castello di Blois, nel punto ove fu assassinato Enrico di Guisa.

Fu uno dei promotori del trattato di Nemours il 7 luglio 1585 con il quale Enrico III revocò l'editto di pacificazione e scatenò nuovamente la guerra contro i protestanti.
In occasione dell'ottava guerra di religione, alla testa delle truppe cattoliche, sconfisse i protestanti a Vimory il 26 ottobre 1587 e ad Auneau il 24 novembre 1587.
Divenuto molto popolare, tornò a Parigi il 9 maggio 1588 nonostante il divieto formale del re. Prese una parte molto attiva nella "Giornata delle barricate" il 12 maggio 1588 a seguito della quale, forte del suo successo, costrinse Enrico III a firmare l'editto dell'Unione (15 luglio 1588) con il quale diventava comandante generale degli eserciti del regno.
Il re oramai temeva le ambizioni regali del Guisa e organizzò il suo assassinio ad opera della sua guardia personale, i ''quarante-cinq''. L'occasione fu data dalla riunione degli Stati generali nel castello di Blois il 23 dicembre 1588. Pare che il duca fosse stato avvisato più volte del pericolo nei giorni precedenti. Malgrado ciò non esitò a recarsi nelle stanze del re, dove fu assassinato pur opponendo una forte resistenza e ferendo diversi aggressori. Per evitare che i resti venissero trattati come quelli di un martire dal partito ultra-cattolico, il suo corpo fu bruciato in una delle sale del castello e le sue ceneri gettate nella Loira. Lo stesso giorno, suo figlio Carlo fu arrestato. Suo fratello Luigi, cardinale di Lorena, rappresentante del clero agli Stati generali, fu incarcerato e assassinato il giorno seguente.

## Discendenza
Enrico e Caterina ebbero quattordici figli:
- Carlo I (1571-1640), duca di Guisa;
- Enrico (1572-1574);
- Caterina (1573-1573);
- Luigi (1575-1621), cardinale di Guisa;
- Carlo (1576-1576);
- Maria (1577-1582);
- Claudio (1578-1657), duca di Chevreuse;
- Caterina (1579-1579);
- Cristina (1580-1580);
- Francesco (1581-1582);
- Renata (1585-1626), badessa di Saint Pierre a Reims;
- Giovanna (1586-1638), badessa di Jouarre;
- Luisa Margherita (1588-1631), andata sposa nel 1605 a Francesco di Borbone-Conti (1558-1614) e successivamente a François de Bassompierre;
- Francesco Alessandro (1589-1614) cavaliere di Guisa.

## Ascendenza
|                            |                  |                              | Genitori                           |  |  | Nonni |  |  | Bisnonni            |  |  | Trisnonni                |  |
|                            |                  |                              |                                    |  |  |       |  |  | Renato II di Lorena |  |  | Federico II di Vaudémont |  |
|                            |                  |                              |                                    |  |  |       |  |  | Renato II di Lorena |  |  | Federico II di Vaudémont |  |
|                            |                  | Iolanda d'Angiò              |                                    |  |  |       |  |  | Renato II di Lorena |  |  |                          |  |
| Claudio I di Guisa         |                  |                              |                                    |  |  |       |  |  | Renato II di Lorena |  |  |                          |  |
|                            |                  | Filippina di Gheldria        | Adolfo di Egmond                   |  |  |       |  |  |                     |  |  |                          |  |
|                            |                  | Filippina di Gheldria        | Adolfo di Egmond                   |  |  |       |  |  |                     |  |  |                          |  |
|                            |                  | Filippina di Gheldria        | Caterina di Borbone                |  |  |       |  |  |                     |  |  |                          |  |
| Francesco I di Guisa       |                  | Filippina di Gheldria        |                                    |  |  |       |  |  |                     |  |  |                          |  |
|                            |                  | Francesco di Borbone-Vendôme | Giovanni VIII di Borbone-Vendôme   |  |  |       |  |  |                     |  |  |                          |  |
|                            |                  | Francesco di Borbone-Vendôme | Giovanni VIII di Borbone-Vendôme   |  |  |       |  |  |                     |  |  |                          |  |
|                            |                  | Francesco di Borbone-Vendôme | Isabella di Beauvau                |  |  |       |  |  |                     |  |  |                          |  |
| Antonia di Borbone-Vendôme |                  | Francesco di Borbone-Vendôme |                                    |  |  |       |  |  |                     |  |  |                          |  |
|                            |                  | Maria di Lussemburgo         | Pietro II di Lussemburgo-Saint-Pol |  |  |       |  |  |                     |  |  |                          |  |
|                            |                  | Maria di Lussemburgo         | Pietro II di Lussemburgo-Saint-Pol |  |  |       |  |  |                     |  |  |                          |  |
|                            |                  | Maria di Lussemburgo         | Margherita di Savoia               |  |  |       |  |  |                     |  |  |                          |  |
| Enrico di Guisa            |                  | Maria di Lussemburgo         |                                    |  |  |       |  |  |                     |  |  |                          |  |
|                            | Alfonso I d'Este | Ercole I d'Este              |                                    |  |  |       |  |  |                     |  |  |                          |  |
|                            | Alfonso I d'Este | Ercole I d'Este              |                                    |  |  |       |  |  |                     |  |  |                          |  |
|                            | Alfonso I d'Este | Eleonora d'Aragona           |                                    |  |  |       |  |  |                     |  |  |                          |  |
| Ercole II d'Este           | Alfonso I d'Este |                              |                                    |  |  |       |  |  |                     |  |  |                          |  |
|                            |                  | Lucrezia Borgia              | Papa Alessandro VI                 |  |  |       |  |  |                     |  |  |                          |  |
|                            |                  | Lucrezia Borgia              | Papa Alessandro VI                 |  |  |       |  |  |                     |  |  |                          |  |
|                            |                  | Lucrezia Borgia              | Vannozza Cattanei                  |  |  |       |  |  |                     |  |  |                          |  |
| Anna d'Este                |                  | Lucrezia Borgia              |                                    |  |  |       |  |  |                     |  |  |                          |  |
|                            |                  | Luigi XII di Francia         | Carlo d'Orléans                    |  |  |       |  |  |                     |  |  |                          |  |
|                            |                  | Luigi XII di Francia         | Carlo d'Orléans                    |  |  |       |  |  |                     |  |  |                          |  |
|                            |                  | Luigi XII di Francia         | Maria di Clèves                    |  |  |       |  |  |                     |  |  |                          |  |
| Renata di Francia          |                  | Luigi XII di Francia         |                                    |  |  |       |  |  |                     |  |  |                          |  |
|                            |                  | Anna di Bretagna             | Francesco II di Bretagna           |  |  |       |  |  |                     |  |  |                          |  |
|                            |                  | Anna di Bretagna             | Francesco II di Bretagna           |  |  |       |  |  |                     |  |  |                          |  |
|                            |                  | Anna di Bretagna             | Margherita di Foix                 |  |  |       |  |  |                     |  |  |                          |  |
|                            |                  | Anna di Bretagna             |                                    |  |  |       |  |  |                     |  |  |                          |  |

## Letteratura
A lui è dedicato "the state of blois" di George Payne Rainsford James, pubblicato nel 1839.
Enrico di Guisa compare come personaggio nell'ultimo capitolo della trilogia di Ken Follett "La colonna di fuoco", romanzo del 2017.